# نظرية الكم القديمة

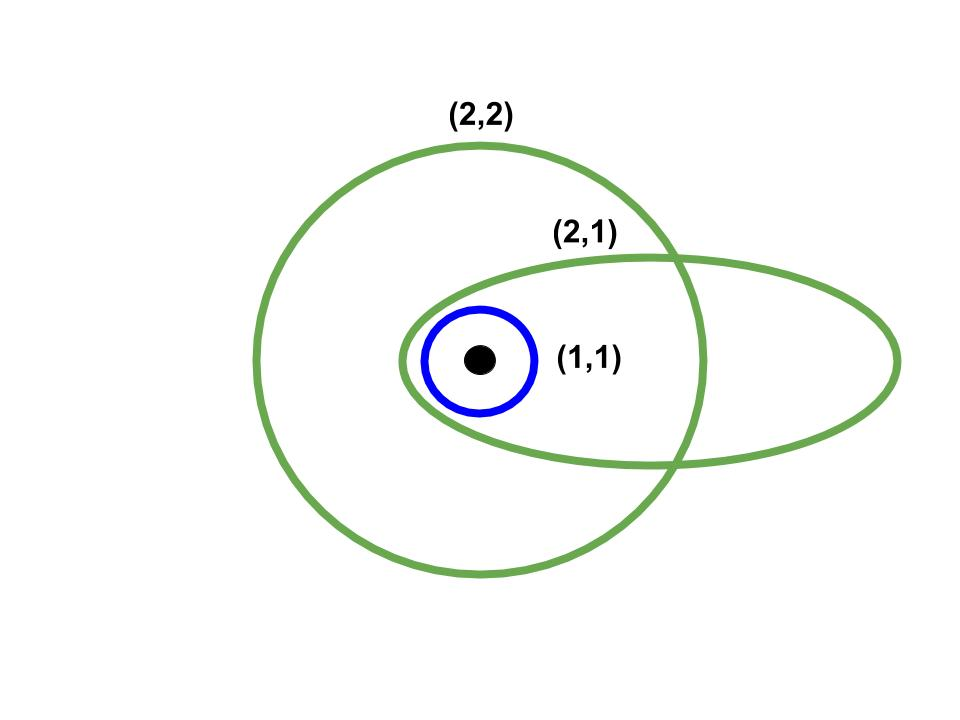

نظرية الكم القديمة هي النظرية التي نشأت بالتزامن مع نموذج بور لذرة الهيدروجين سنة 1913 وانتهت سنة 1925 بصياغة أولى معادلات نظرية الكم وهي ميكانيكا المصفوفات على يدي ماكس بورن وفرنر هيزنبرج والتي دعيت في بادئ الأمر الصياغة المصفوفية لنظرية الكم. صنفت كل الجهود المبذولة في تلك الفترة تحت تصنيف نظرية الكم القديمة بسبب التزامها بالشرط الكمي (طالع مفهوم التطابق) والذي ينص على أن كميات فيزيائية تقليدية معينة لا بد أن تكون من مضاعفات الـ {\displaystyle \hbar }
. مثل عدد الكم المغناطيسي أحد أعداد الكم والطاقة وأي كمية فيزيائية تخضع لهذا الشرط فإنها تسمى كمية مكممة.وهذا الشرط لم يك وليد الصدفة أو وليد اللحظة، بل إن ألبرت أينشتاين سنة 1905 افترض أن طاقة الضوء ما هي إلا كمية مكممة.كما أنه فسر احترار الغازات مزدوجة الذرات بالافتراضات الكمومية بعدها بسنة واحدة أي قبل نشوء نظرية الكم القديمة.كما أن أرنولد سومرفيلد أجرى في ميونخ سنة 1911 دراسة بحث فيها آثار كمومية الطاقة على الموضع والسرعة. وهذه التجارب مما مهد لإرساء قواعد هذا الشرط في النظرية الكمومية القديمة.وكان نموذج بور مضافا إلى تصحيح سومرفيلد قد أبلى بلاء حسنا في الإجابة على مسألة ذات الجسمين لكنه تصدع أمام مسألة الثلاثة أجسام ومسألة عدد ن من الأجسام. وبما أن ذرة الهيدروجين من نوع ذوات الجسمين لإنها تتكون من نواة يلتف حولها إلكترون واحد فإن نموذج بور أفلح في حلها.وحين اتجه الفيزيائيون إلى حل ذرة الهيليوم المركبة من نواة وإلكترونين (كمثال على مسألة ثلاثة أجسام) عجزوا عن ذلك باستعمال النظرية القديمة ونموذج بور، فكان ذلك سببا في استحداث أدوات ونظريات حديثة وهجران النظرية القديمة.

## طالع
- ميكانيكا المصفوفات أولى صياغات نظرية الكم نشأت سنة 1925.
- معادلة شرودنغر ثاني صياغات نظرية الكم سمة 1926.
- صيغة تكامل المسار ثالث صياغات نظرية الكم سنة 1948 على يد ريتشارد فاينمان.
- مناقشات بور وأينشتاين
- مسألة ن أجسام

## مناهل
جذور نظرية الكم

## حواش
1. 1 2  A Brief History of Quantum Mechanics نسخة محفوظة 24 يناير 2018 على موقع واي باك مشين.
2. 1 2  The Old Quantum Theory نسخة محفوظة 19 مايو 2018 على موقع واي باك مشين.